# Eggstone
Eggstone foi uma eminente banda da Suécia e uma das poucas do cenário independente a ganhar projeção antes da popularização da internet.

## Membros
- Patrik Bartosch - guitarra
- Maurits Carlsson - bateria
- Per Sunding - baixo e vocal

## Discografia

### Álbuns
Em estúdio 
- Eggstone In San Diego (1992)
- Somersault (1994)
- Vive La Différence! (1997)

Compilações
- Spanish Slalom (1998)
- Ça chauffe en Suède! (1999)